# Héctor y Tito
Héctor y Tito est un groupe cubain de reggaeton, originaire de Carolina, Porto Rico, actif entre 1996 et 2004. Connu sous le nom de Los Bambinos, Héctor el Father et Tito El Bambino se connaissent depuis l'enfance. Un de leurs succès est Ay Amor avec le chanteur de salsa Víctor Manuelle.

## Histoire

### Débuts
Efrain Fines (Tito) et Héctor Delgado sont nés respectivement en 1981 et 1979 à Carolina, Porto Rico. Les deux artistes résident dans le quartier de Parque Ecuestre et commencent leurs activités artistiques à l'adolescence. Héctor el Father faisait partie du groupe de hip-hop Masters of Funk aux côtés de Rey et Julio Voltio, tandis que Tito El Bambino enregistrait avec divers DJ locaux et apparaissait dans la célèbre série de reggaeton The Noise vol. 5, ce qui est considéré comme sa grande percée sur la scène musicale. Grâce à des DJ locaux tels que Chiclin et Estefano, Tito et Héctor se lient d'amitié et deviennent un duo lorsque Héctor se sépare de Masters of Funk. Après des apparitions sur de nombreuses compilations de DJ locaux et de producteurs de Porto Rico, le duo se lie avec DJ Goldy et signe chez VI Music pour préparer leur premier album Violencia Musical, qui sort en 1998. Cet album devient un énorme succès commercial et critique à Porto Rico, se vendant à l'époque à plus de 100 000 exemplaires et faisant du duo l'un des groupes musicaux les plus populaires de l'île.

### Reconnaissance internationale
Au fil du temps, le genre reggaeton gagne en importance en dehors de Porto Rico et malgré la perte temporaire de popularité d'Héctor y Tito due à un album chrétien qui ne se vend pas bien et à des battles de rap contre Rubio y Joel et Baby Rasta & Gringo qui ont également affecté leurs ventes, en 2002 Héctor y Tito gagnent leur battle lyrique contre Rubio y Joel et regagnent leur position comme l'un des groupes les plus populaires à Porto Rico.  C'est une bonne nouvelle pour la société Universal Latino qui a conclu un partenariat avec VI Music pour distribuer A la reconquista d'Héctor y Tito, qui devient l'un des premiers albums de reggaeton largement distribués pendant la période d'expansion du genre, de 2002 à 2006. 
A la reconquista sert également de tremplin à la carrière de Don Omar, qui est signé par Héctor el Father et VI Music, ce qui permet à Omar d'écrire de nombreuses chansons de l'album, y compris celles sur lesquelles il figurait. A la reconquista est reconnu comme l'un des plus grands albums de reggaeton de tous les temps et est un succès commercial et critique, remportant le Billboard Latin Music Award du meilleur album de hip-hop latino. La version live de l'album, La Historia : Live, qui comprend des interprétations supplémentaires en direct de certains des premiers succès du duo, est certifiée disque de platine latin par la RIAA en 2003.

### Séparation
En raison de pressions imprévues dues à ce succès inattendu, des tensions appraissent entre les deux artistes, qui décident de poursuivre leurs ambitions en solo dans le cadre d'une séparation inamicale. Parmi ces tensions, Héctor essayait d'amener Tito à laisser de côté ses croyances chrétiennes et à s'habiller et agir plus comme un gangster traditionnel, Héctor allant jusqu'à amener Tito avec des femmes nues dans la salle de bain pendant que Tito écoutait ses programmes chrétiens. Héctor change son nom d'el Bambino à el Father, évoluant vers un personnage de mafioso émulant ses influences hip hop américaines telles que Notorious B.I.G. et Tupac Shakur. Héctor a enregistré de nombreux disques à succès et des albums de platine tels que Noches de travesura (feat. Divino), Mayor que yo avec divers artistes, et son projet solo The Bad Boy qui a été certifié disque de platine latin par la RIAA en 2006. Héctor el Father a également conclu des partenariats pour son label Gold Star Music avec Roc-A-Fella Records et Machete Music/Universal Latino, enregistrant une collaboration avec Jay-Z sur Here We Go de Los Rompe Discotekas, distribué par Roc-La-Familia (la division latino de Roc-A-Fella). Héctor el Father se retire de la scène musicale en 2008 pour se consacrer à sa foi en Jésus-Christ.

### Post-séparation
Tito El Bambino devient l'un des chanteurs les plus populaires de musique latine et est surtout connu pour la chanson pop El Amor de l'album de platine El Patrón sorti en 2009 Tito figurerait aux côtés de nombreux groupes de musique latine de premier plan tels que Marc Anthony, Ednita Nazario, Zion y Lennox et Wisin y Yandel.
Tito El Bambino est actif et reste l'un des musiciens latinos les plus populaires dans l'industrie. Héctor et Tito se réconcilieront plus tard publiquement depuis leur séparation en 2004.

## Discographie
- 1998 : Violencia Musical
- 2000 : Nuevo Milenio
- 2001 : Lo De Antes
- 2002 : A La Reconquista
- 2003 : La Historia Live
- 2004 : Los Anormales
- 2005 : Season Finale